# تپه یوخار چمن
تپه یوخار چمن مربوط به عصر مس و سنگ است و در شهرستان رزن، بخش مرکزی، دهستان رزن، روستای سیراب واقع شده و این اثر در تاریخ ۲۷ بهمن ۱۳۸۷ با شمارهٔ ثبت ۲۴۶۲۸ به‌عنوان یکی از آثار ملی ایران به ثبت رسیده است.